# 山岡謙蔵
山岡 謙蔵（やまおか けんぞう、1926年9月5日 - 1990年9月14日）は、日本の政治家。自由民主党衆議院議員(1期)。

## 来歴・人物
高知県高知市出身。1943年高知県立農業学校（現在の高知県立高知農業高等学校）卒。高知県職員などを経て、1959年高知市議会議員に初当選。3期務め、1966年に副議長、1969年に議長を歴任した。1971年から高知県議会議員に転じ、3期務め、1982年に議長に就任した。1983年の第37回衆議院議員総選挙で高知全県区から自民党公認で立候補し当選する。自民党では中曽根派に所属した。1986年の第38回衆議院議員総選挙で落選。1990年の第39回衆議院議員総選挙に再び立候補したが落選した。同年9月14日死去。

## 栄典
- 年代不明 - 藍綬褒章[2]